# Rasmus Olsen (komiker)
 Der er flere personer med dette navn, se Rasmus Olsen.
Rasmus Olsen (født 13. april 1982[kilde mangler]) er en dansk komiker og tekstforfatter.
Han begyndte omkring år 2005 og i 2008 fik han en tredjeplads i DM i stand-up-comedy. Kort efter blev han ansat som tekstforfatter til programmet Morgenhyrderne på Radio 100FM, hvor han var ansat indtil stationen gik konkurs i 2009. Herefter blev han hyret til at skrive materiale til programmet Live fra Bremen.
Han har medvirket i anden sæson af TV2 Zulus Comedy Fight Club, med undertitlen "For viderekommende". Han har også medvirket i comedy podcasten Fup i farvandet med Morten Wichmann og Mikkel Malmberg som værter.
Sammen med Tobias Dybvad er han forfatter på programmet Dybvaaaaad!, der er blevet produceret i adskillige sæsoner.
I 2012 vandt han Läkerols Talentpris til Zulu Comedy Galla.